# Charlie Hansson

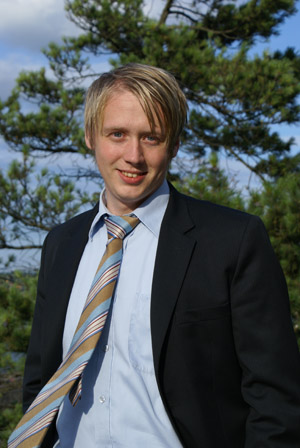
Charlie Hansson

Charlie Mikael Hansson, född 4 november 1980 i Huddinge, är en svensk entreprenör inom IT-branschen och socialdemokratisk politiker. Han är civilingenjör med IT-inriktning, med examen från Kungliga Tekniska högskolan. Han bor på Ingarö utanför Stockholm. Under hans uppväxt var hans mor långtidsarbetslös och fadern ofta hemlös.
Han är VD och grundare av IT-konsultföretaget Chas Visual Management' och är engagerad i flera projekt med fokus på socialt engagemang i företagande. 
År 2009 utsåg Stiftelsen Bolleks Kunskapsfond Charlie Hansson till Årets entreprenör med motiveringen: "Charlie Hansson, Chas Visual Management AB, är en stimulerande förebild med förmåga att förmedla sin vision och sitt engagemang till medarbetarna. Han är en nyskapande kreatör som är lyhörd för signaler från marknaden och potentiella kunder."
Han har även belönats med organisationen JCI Swedens utmärkelse Framtidens ledare 2009 i kategorin Affärsmannaskap. Handelsminister Ewa Björling delade ut priset som hade motiveringen: "Han har på kort tid byggt upp sitt IT-företag med modern företagskultur som inte tar med äldre företags ryggsäckar utan jobbar effektivt och agilt och samtidigt uppmuntrar personal till socialt engagemang även om det inskränker på arbetstid".
Charlie Hansson har även grundat bolagen Oden Business Intelligence AB som arbetar med att bygga affärssystem samt Yrkeshögskolan Chas Academy AB
Övriga utmärkelser är: 
Årets Arbetsgivare i Europa 2017/18 - European Business Awards (Chas Visual Management AB)
Årets Entreprenör i Europa 2018/19 - European Business Awards (Chas Visual Managmenet AB)
Finalist Årets VD 2012 och 2019 (Chas Visual Management AB)
Charlie Hansson har varit aktiv i Socialdemokratiska partiet som riksdagskandidat för Stockholms län 2010 och 2014 där han bland annat arbetat för att få igenom motioner kring noll tolerans mot hemlöshet